# Брионе (Тренто)
Брионе (итал. Brione) је насеље у Италији у округу Тренто, региону Трентино-Јужни Тирол.
Према процени из 2011. у насељу је живело 142 становника. Насеље се налази на надморској висини од 907 м.

## Становништво
| 1931. | 1936. | 1951. | 1961. | 1971. | 1981. | 1991. | 2001. | 2011. |
| ----- | ----- | ----- | ----- | ----- | ----- | ----- | ----- | ----- |
| 243   | 253   | 237   | 249   | 196   | 170   | 155   | 146   | 140   |